# 迷你玩
迷你玩，全称深圳市迷你玩科技有限公司，是中国的一家游戏公司，于2015年6月10日在深圳市成立。主要产品有迷你世界，于2021年品牌升级为迷你创想。

## 发展历程
2015年，迷你玩于中华人民共和国广东省深圳市成立。同年，开发了沙盒游戏迷你世界。并在2016年，上线了迷你世界游戏的第一个版本。并于同年正式在中国大陆地区的手机应用商店发行。2017，迷你世界宣布在中国大陆多端用户已超过一亿。2018年，迷你世界宣布月活跃用户突破5000万，注册用户突破2亿。2019年，上线了迷你编程。

## 争议

### 抄袭风波
2017年，由网易代理的中国版我的世界上线，随后对中国大陆地区“涉嫌盗版/抄袭我的世界”的游戏（包括《迷你世界》）进行了打击。
2017年8月15日，网易以涉嫌抄袭其代理的游戏《我的世界》为由对迷你玩发出维权函，并要求进行删除下架处理。维权函发出后，游戏社区TapTap暂时下架了该游戏，不久后重新上架。但因其声称有“版权问题”而无法下载。
2018年，网易起诉迷你世界运营方侵犯其游戏所属美术作品的著作权并删除侵权作品，并要求其停止不正当竞争行为。一审中，迷你玩与华多公司提出管辖权异议，但遭到法庭驳回；其不服，上诉至广州知识产权法院后，管辖权异议被法庭采纳，并将案件转至深圳中院审理。2018年10月13日，网易撤回对迷你玩的起诉。
2020年12月，深圳市中级人民法院认定《迷你世界》中267个基础核心元素与《我的世界》中的内容构成实质性相似，使得游戏画面实质性相似，因此判决《迷你世界》构成整体侵权。并裁定迷你玩公司立即停止侵权行为、删除267个涉案的核心元素，并赔偿网易2113.24万人民币。

### 植物大战僵尸代理
2024年，迷你玩子公司海南萌星宣布代理植物大战僵尸3，这引起了一些Minecraft玩家和植物大战僵尸玩家的不满。一些植物大战僵尸玩家在bilibili游戏页面下评论。

### 与我的世界和解事件
2024年7月，迷你玩在抖音，发布了一条疑似与我的世界和解的影片。

## 参‏‏‌‍‏‍‌‏‌‏‌‍‌‏‏‍‏‌‏‏‌‌‌‏‌‏‍‏‏‌‏‍‏‌‏‎‌‌‏‍‏‎‏‌‍‍‌‍‏‏‌‌‌‏‍‌‌‏‍‌‏‍‌‏‎‌‌‌‏‌‏‎‌‏‍‌‍‏‏‌‌‏‌‌‍‎‏‏‍‏‏‏‏‏‌‌‏‏‏‌‍‏‌‎‏‏‌‌‌‌‏‏‏‌‌‌‏‌‌‏‍‌‏‏‏‏‌‏‏‏‌‏‍‌‌‏‏‍‌‏‎‌‏‏‏‍‍‍‏‏‎‏‌‏‏‏‌‌‏‏‌‍‌‏‌‍‍‏‎‌‏‍‌‏‌‏‎‍‏‌‍‍‏‌‌‏‌‏‎‌‏‍‌‍‏‏‌‌考内容
1. 1 2 3 4 5 6  . www.mini1.cn.   [2024-07-05]. （原始内容存档于2024-11-30）.
2. ↑  . www.jiemian.com.   [2024-07-05].
3. ↑  . www.sohu.com.   [2024-07-07]. （原始内容存档于2024-07-18）.
4. ↑  . games.ifeng.com.   [2018-07-04]. （原始内容存档于2018-07-04）.
5. ↑  . TapTap.   [2018-08-12]. （原始内容存档于2018-08-12）.
6. ↑  广东省深圳市中级人民法院.  . 维基文库. 广东省深圳市. 2018-08-13 （简体中文）.
7. ↑  cnBeta. . finance.sina.com.cn. 2020-12-31  [2020-12-31]. （原始内容存档于2021-06-24）.
8. ↑  广东省深圳市中级人民法院.  . 维基文库. 广东省深圳市. 2020-12-20 （简体中文）. [ 扫描件]
9. ↑  . www.biligame.com.   [2024-07-09]. （原始内容存档于2024-07-09）. 开发商：海南萌星科技有限公司
10. ↑  . www.minifire.cn.   [2024-07-09]. （原始内容存档于2024-08-22）. Copyright 2020-2023 海南萌星科技有限公司 All Rights Reserved. 琼ICP备20000931号
11. ↑  . 抖音.   [2024-07-17]. （原始内容存档于2024-07-17）.